# Marsdenia pseudoedulis
Marsdenia pseudoedulis är en oleanderväxtart som beskrevs av R. E. Woodson. Marsdenia pseudoedulis ingår i släktet Marsdenia och familjen oleanderväxter. Inga underarter finns listade i Catalogue of Life.